# العلاقات الزامبية الغرينادية
العلاقات الزامبية الغرينادية هي العلاقات الثنائية التي تجمع بين زامبيا وغرينادا.

## مقارنة بين البلدين
هذه مقارنة عامة ومرجعية للدولتين:
| وجه المقارنة                                              | زامبيا                         | غرينادا                                |
| --------------------------------------------------------- | ------------------------------ | -------------------------------------- |
| المساحة (كم2)                                             | 752.62 ألف                     | 348                                    |
| عدد السكان (نسمة)                                         | 17.09 مليون                    | 107.83 ألف                             |
| الكثافة السكانية (ن./كم²)                                 | 22.71                          | 30.99 ألف                              |
| العاصمة                                                   | لوساكا                         | سانت جورجز                             |
| اللغة الرسمية                                             | لغة إنجليزية                   | لغة إنجليزية، إنكليزية غرنادة المولدة ‏ |
| العملة                                                    | كواشا زامبي، كواشا زامبي قديم ‏ | دولار شرق الكاريبي                     |
| الناتج المحلي الإجمالي (بليون دولار)                      | 25.81 مليار                    | 1.12 مليار                             |
| الناتج المحلي الإجمالي (تعادل القوة الشرائية) بليون دولار | 62.18 مليار                    | 1.45 مليار                             |
| الناتج المحلي الإجمالي الاسمي للفرد دولار أمريكي          | 1.30 ألف                       | 9.21 ألف                               |
| الناتج المحلي الإجمالي للفرد دولار أمريكي                 | 3.90 ألف                       | 12.43 ألف                              |
| مؤشر التنمية البشرية                                      | 0.586                          | 0.750                                  |
| رمز المكالمات الدولي                                      | +260                           | +1473                                  |
| رمز الإنترنت                                              | .zm                            | .gd                                    |
| المنطقة الزمنية                                           | ت ع م+02:00                    | 00                                     |

## منظمات دولية مشتركة
يشترك البلدان في عضوية مجموعة من المنظمات الدولية، منها:
| علم المنظمة | اسم المنظمة                                 | تاريخ انضمام زامبيا | تاريخ انضمام غرينادا |
| ----------- | ------------------------------------------- | ------------------- | -------------------- |
|             | الاتحاد البريدي العالمي                     | ?                   | ?                    |
|             | يونسكو                                      | 9 نوفمبر 1964       | 17 فبراير 1975       |
|             | البنك الدولي للإنشاء والتعمير               | 23 سبتمبر 1965      | 27 أغسطس 1975        |
|             | منظمة التجارة العالمية                      | ?                   | ?                    |
|             | وكالة ضمان الاستثمار متعدد الأطراف          | 6 يونيو 1988        | 12 أبريل 1988        |
|             | دول الكومنولث                               | ?                   | ?                    |
|             | الاتحاد الدولي للاتصالات                    | 23 أغسطس 1965       | 17 نوفمبر 1981       |
|             | منظمة الشرطة الجنائية الدولية               | ?                   | ?                    |
|             | مؤسسة التمويل الدولية                       | 23 سبتمبر 1965      | 28 أغسطس 1975        |
|             | الأمم المتحدة                               | 1 ديسمبر 1964       | 17 سبتمبر 1974       |
|             | مجموعة دول أفريقيا والكاريبي والمحيط الهادئ | ?                   | ?                    |
|             | مؤسسة التنمية الدولية                       | 23 سبتمبر 1965      | 28 أغسطس 1975        |
|             | منظمة حظر الأسلحة الكيميائية                | ?                   | ?                    |
|             | المركز الدولي لتسوية المنازعات الاستشارية   | 17 يوليو 1970       | 23 يونيو 1991        |